# Douwe Klazes Wielenga
Douwe Klazes Wielenga (Blija, 22 augustus 1841 - 28 maart 1902) was predikant van de Gereformeerde Kerken in Nederland en hoogleraar kerkrecht en kerkgeschiedenis aan de Theologische School in Kampen. Hij was mede bepalend voor de kerk van de Afscheiding na 1834. Samen met L. Lindeboom, H. Bavinck, en M. Noordtzij bracht hij het theologisch onderwijs in Kampen op hoog niveau. Zes zonen en verschillende kleinzonen, achterkleinzonen en een achterachterkleinzoon van Wielenga werden ook predikant of theoloog, waarvan één, zoon Douwe Klaas Wielenga, zendeling was op Soemba.
Wielenga was afkomstig uit een eenvoudig milieu. Zijn vader was wagenmaker. Zijn ouders hadden hun oudste kind laten dopen in de Nederlands Hervormde Kerk, maar Douwe bleef ongedoopt. Ze konden er niet toe komen hem te laten dopen in een kerk waar 'de drie-eenheid Gods', 'de Godheid van Christus', en 'de rechtvaardiging door het geloof' werden geloochend. De toonaangevende 'Groninger Richting' rondom prof. Hofstede de Groot wilde theologie bedrijven los van de traditionele kerkelijke dogma's. In Jezus zagen zij slechts een ideaal voorbeeld voor de mensheid, niet in de eerste plaats als Verzoener voor de zonden bij God. Het gezin Wielenga sloot zich aan bij 'de kleine luyden', zoals de afgescheidenen werden genoemd. Douwe wilde graag dominee worden, maar omdat zijn ouders onbemiddeld waren en hij geen enkele vooropleiding genoten had, ontving hij van zijn predikant ds. Hulst privélessen in Nederlandse taal, geschiedenis, de christelijke geloofsleer, psychologie, Latijn en Grieks. Door de classis Ferwerd werd een studiefonds opgericht waardoor Wielenga in staat was om verder te studeren aan de Theologische School in Kampen. Hier volgde hij de colleges bij A. Brummelkamp, H. de Cock (jr.) en S. van Velzen. In 1866 werd hij predikant in Oldehove. Hierna was hij werkzaam in Amsterdam en Nieuwendijk.
In 1883 werd Wielenga benoemd als docent, samen met L. Lindeboom en H. Bavinck, aan de Theologische School in Kampen. Ondertussen voltrok zich de doleantie onder leiding van A. Kuyper, die door de jonge afgescheiden kerk met belangstelling gevolgd werd. In 1892 voltrok zich een vereniging met de kerken die hieruit voortkwamen. Al snel kwam de vraag aan de orde of de hogeschool één zou worden met de Theologische Faculteit van de VU. Wielenga was hier geen voorstander van en voorkwam dit, omdat hij vond dat de opleiding van predikanten een aangelegenheid was van de kerken en niet van een particuliere vereniging als de VU.
Op 28 maart 1902 overleed prof. Wielenga. Hij werd begraven in IJsselmuiden.